# Divizija »Venetia«
Divizija »Venetia« je bila partizanska divizija, ki je delovala v sklopu NOV in POJ v Jugoslaviji med drugo svetovno vojno.
Ustanovljena je bila jeseni 1943.